# Onthophagus ochii
Onthophagus ochii är en skalbaggsart som beskrevs av Masumoto 1988. Onthophagus ochii ingår i släktet Onthophagus och familjen bladhorningar. Inga underarter finns listade i Catalogue of Life.